# یواس‌اس پلیکان (ای‌ام‌اس-۳۲)
یواس‌اس پلیکان (ای‌ام‌اس-۳۲) (به انگلیسی: USS Pelican (AMS-32)) یک کشتی بود که طول آن ۱۳۶ فوت (۴۱ متر) بود. این کشتی در سال ۱۹۴۴ ساخته شد.